# Aeroespacial

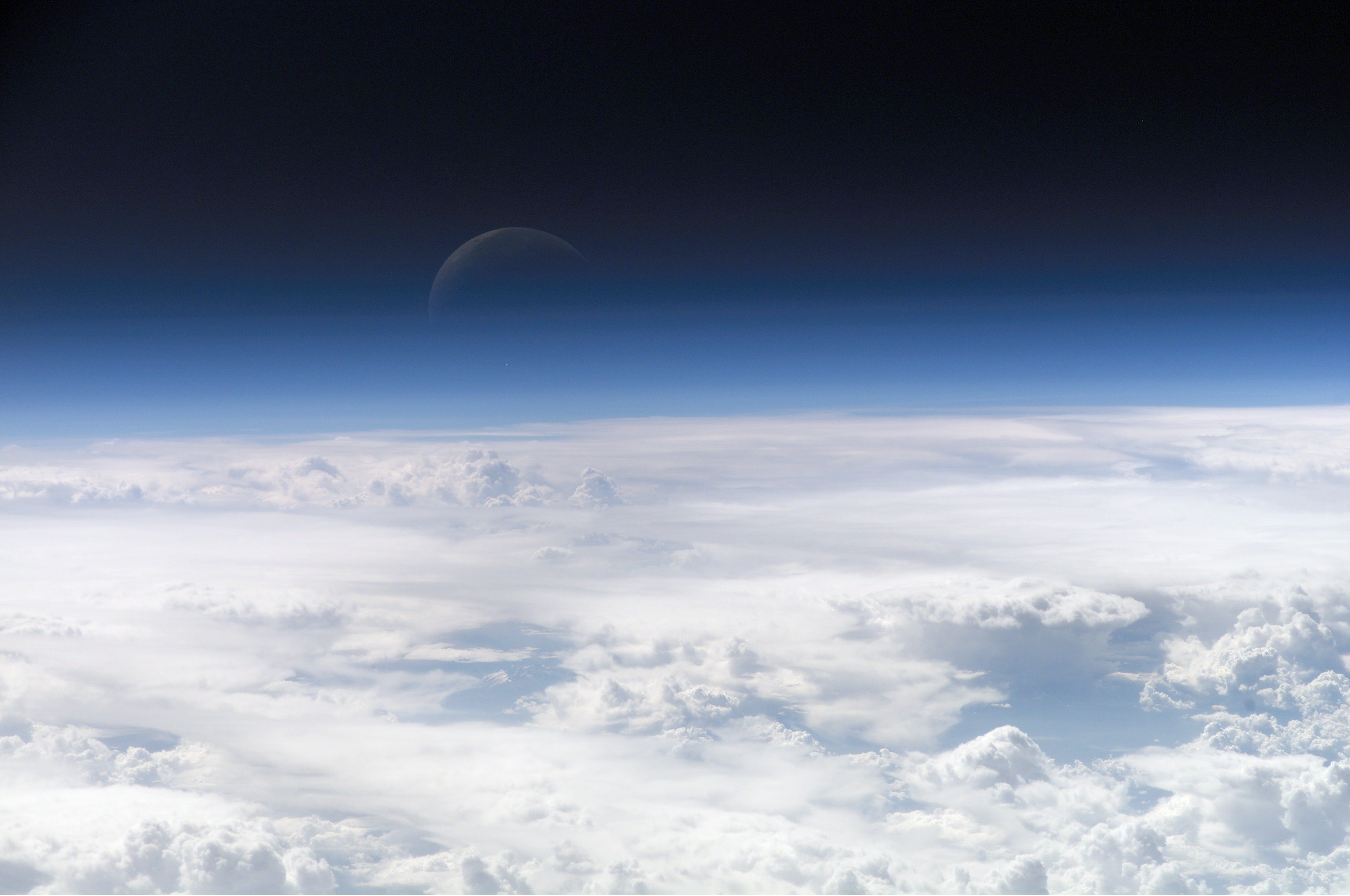
Vista de l'atmosfera terrestre i de la Lluna més enllà

El camp aeroespacial és l'esforç humà en ciència, enginyeria i negoci per volar a l'atmosfera de la Terra (aeronàutica) i l'espai que l'envolta (astronàutica). Les organitzacions aeroespacials investiguen, dissenyen, fabriquen, operen o mantenen aeronaus i/o naus espacials. L'activitat aeroespacial és molt diversa, amb multitud d'aplicacions comercials, industrials i militars.
Aeroespacial no és el mateix que espai aeri, que és l'espai físic de l'aire directament per sobre d'una ubicació a terra. Es considera l'inici de l'espai i el final de l'aire a 100 km sobre el sòl segons l'explicació física que la pressió de l'aire és massa baixa per a un cos d'elevació per generar força d'elevació significativa sense sobrepassar la velocitat orbital.